# Abu uno disce omnes
 Abu no disce omnes лат. (изговор: аб уно дисце омнес). По једном дознај све. (Вергилије)

## Поријекло изреке
Овако  је закључио  велики антички  пјесник Вергилије у свом дјелу Енеида , када је Синон, лукави Грк, наговорио Тројанце да у град уведу коња. По једном Грку процијенио је све Грке.(први вијек прије нове ере)

## Тумачење
Какав је један, такви су сви, тј. какав  је један, такви су и остали.  Тврди се да се по једном човјеку може препознати којој широј групи припада.